# Повидло

Сливовое повидло на хлебе с маслом

Пови́дло (пови́дла, от пол. powidła, родств. праслав. viti — «вить») — пищевой продукт, однородная фруктовая масса мажущейся или плотной консистенции с кисловато-сладким вкусом. Повидло получают путём уваривания с сахаром протёртого плодового или ягодного пюре, чаще всего яблочного и сливового. Повидло употребляют в пищу непосредственно, как джем или варенье, а также в качестве начинки в выпечку.
В СССР в ассортимент повидла промышленной выработки также входили абрикосовое, вишнёвое, грушевое, кизиловое, клюквенное и персиковое и повидло из двух различных видов плодов и ягод, например, дынное или тыквенное с добавлением яблочного пюре.
При промышленном производстве повидло варят из свежеприготовленного или законсервированного плодового пюре во избежание пригорания в вакуум-аппаратах или открытых котлах с механической мешалкой, обогреваемых паром, в течение не более 50 минут. Сульфитированные пюре предварительно обезвреживают нагреванием для освобождения от сернистого ангидрида. Яблочное пюре, богатое пектином, не требует для приготовления повидла никаких добавок. В сырье из косточковых плодов с низким содержанием пектина для повышения желирующей способности добавляют пищевой пектин в порошке или концентрированном растворе. Во избежание засахаривания в грушевое и другие виды пюре из плодов с низкой кислотностью добавляют лимонную или виннокаменную кислоту. От расхода сахара зависит консистенция повидла: при меньшем количестве получается бочковое повидло мажущейся консистенции, которое после охлаждения расфасовывают также в стеклянную и металлическую тару, при большем — ящичное повидло плотной, режущейся консистенции, которое упаковывают в выстеленные пергаментной бумагой деревянные ящики. Объём готового продукта составляет около трети первоначального, содержание сахара составляет не менее 60 %.